# رونی برک
رونی برک (انگلیسی: Ronnie Burke; ۱۳ اوت ۱۹۲۱ – دسامبر ۲۰۰۳ (aged 82)) بازیکن فوتبال اهل بریتانیا بود.
از باشگاه‌هایی که در آن بازی کرده‌است می‌توان به باشگاه فوتبال بیگلسوید تاون، باشگاه فوتبال روترهام یونایتد، باشگاه فوتبال تانبریج ولز، باشگاه فوتبال اکستر سیتی، باشگاه فوتبال منچستر یونایتد، و باشگاه فوتبال هادرزفیلد تاون اشاره کرد.